# Jim Giraud

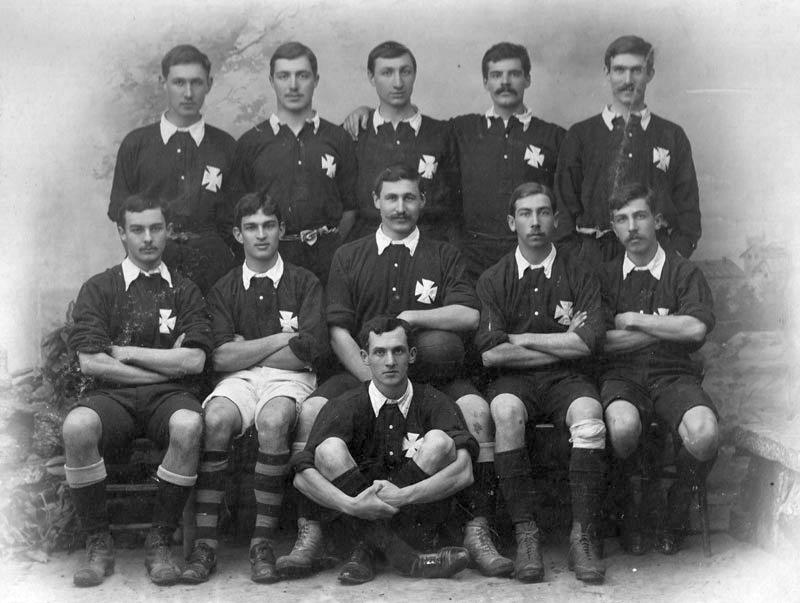
Die Olympiamannschaft von 1906

James „Jim“ Giraud (auch Jacques Giraud; * 14. Mai 1882 in Izmir; † 12. November 1969 ebenda) war ein französischer Athlet.

## Biografie
Giraud nahm am Fußballturnier der Olympischen Zwischenspiele in Athen teil. Die Mannschaft Smyrna aus Izmir, in der er spielte, bestand dabei ausschließlich aus Franzosen und Engländern sowie einem Armenier, wobei die Silbermedaille, die das Team gewann, für die Türkei gezählt wurde. Im Einzel des Tennisturniers kam Giraud nach einem Freilos zum Auftakt nicht über die zweite Runde hinaus, wo er Karel Beukema in drei Sätzen unterlag. Im Doppel zog er seine Teilnahme vor dem Start zurück.
Giraud wurde in Smyrna (alter Name von Izmir) geboren. Sein Bruder Edmund Giraud spielte wie Jim für das olympische Fußballteam. Die weiteren Mitspieler Donald Whittall, Herbert Whittall, Albert Whittall, Godfrey Whittall, Edward Whittall waren allesamt Neffen von Jim Girauds Mutter Mary Whittall und damit seine Cousins. Genauso war Percy la Fontaine ein Cousin, da dessen Mutter ebenfalls die Schwester von Mary war.